# Purusia wappesi
Purusia wappesi là một loài bọ cánh cứng trong họ Cerambycidae.